# (2193) Jackson
(2193) Jackson ist ein Asteroid des Hauptgürtels, der am 18. Mai 1926 vom südafrikanischen Astronomen Harry Edwin Wood in Johannesburg entdeckt wurde.
Der Asteroid ist nach dem südafrikanischen Astronomen Cyril V. Jackson benannt.